# Liste von erhaltenen öffentlichen deutschen Kolonialbauten in Kamerun
Die Liste von erhaltenen öffentlichen deutschen Kolonialbauten in Kamerun behandelt noch erhaltene Öffentlichen Gebäude und andere erhaltene öffentliche Bauwerke in der ehemaligen deutschen Kolonie Kamerun. Kamerun war von 1884 bis 1916 deutsche Kolonie. Wie alle Kolonien Deutschlands, mit Ausnahme Deutsch-Südwestafrikas, war diese keine Siedlungskolonie. 1912, zur Hochzeit der deutschen Kolonialherrschaft, lebten etwa 1000 Deutsche im Land.
| Ort      | Bild | Name                        | Bauzeit              | Funktion                          | Aktuelle Nutzung                                           | Lage                        |
| -------- | ---- | --------------------------- | -------------------- | --------------------------------- | ---------------------------------------------------------- | --------------------------- |
| Bafut    | Foto | Deutsche Kirche Bafut       |                      | Kirchengebäude                    | Kirchengebäude                                             |                             |
| Baliburg |      | Baliburg                    | 1889–1890            | Koloniale Siedlung                | Dorf                                                       | 6° 40′ 0″ N, 10° 40′ 0″ O   |
| Buea     |      | Bismarckbrunnen             | 1899                 | Brunnen                           | Brunnen                                                    |                             |
| Douala   |      | Nachtigal-Krankenhaus       | 1896                 | Krankenhaus                       | Verwaltungsgebäude (u. a. Polizei)                         | 4° 2′ 26″ N, 9° 41′ 4″ O    |
| Douala   |      | Kamin von Bonakuamuang      | Ende 19. Jahrhundert | Wasserwerk                        | ungenutzt                                                  | 4° 3′ 16″ N, 9° 42′ 24″ O   |
| Douala   |      | Polizeistation              | um 1900              | Polizeistation                    | Verwaltungsgebäude                                         | 4° 2′ 33″ N, 9° 41′ 8″ O    |
| Douala   |      | Gravenreuth-Denkmal         |                      | Denkmal (Karl von Gravenreuth)    | Denkmal                                                    |                             |
| Douala   |      | Deutsches Regierungsgebäude | 1891                 | Verwaltungssitz                   |                                                            | 4° 2′ 32″ N, 9° 41′ 7″ O    |
| Douala   |      | Villa Mandessi Bell         | 1904–1910            | Wohnhaus                          |                                                            | 4° 2′ 42″ N, 9° 41′ 19″ O   |
| Douala   |      | Woermann-Wohnhaus           | 1905                 | Wohngebäude                       |                                                            | 4° 2′ 44″ N, 9° 41′ 10″ O   |
| Douala   |      | Woermannhaus                |                      | Geschäftsgebäude (Woermann-Linie) |                                                            | 4° 2′ 45″ N, 9° 41′ 10″ O   |
| Douala   |      | King-Bell-Palast            | 1905                 | Palast                            | Privathaus                                                 | 4° 2′ 36″ N, 9° 41′ 14″ O   |
| Douala   |      | Nachtigal-Denkmal           |                      | Denkmal (Gustav Nachtigal)        | Denkmal                                                    |                             |
| Edéa     |      | Brücke von Edea             | 1911                 | Eisenbahnbrücke                   | ungenutzt                                                  | 3° 48′ 24″ N, 10° 7′ 32″ O  |
| Mbalmayo |      | Deutsche Kirche Mbalmayo    |                      | Kirchengebäude                    | Kirchengebäude: Cathedral Saint-Rosaire im Bistum Mbalmayo | 3° 30′ 57″ N, 11° 30′ 50″ O |